# Franz Ernst Heinrich Spitzner
Franz Ernst Heinrich Spitzner (Trebitz, 31 ottobre 1787 – Wittenberg, 2 luglio 1841) è stato un filologo classico e educatore tedesco.
Studiò teologia e filologia all'Università di Wittenberg, dove fu allievo di Christian Lobeck (1781-1860). Nel 1811 divenne vice rettore al Liceo di Wittenberg, dove due anni dopo fu nominato rettore. Nel 1820 si trasferì nel Gymnasium di Erfurt e nel 1824 tornò alla sua precedente posizione al Liceo di Wittenberg.

## Opere principali
Il lavoro di Spitzner sulla prosodia greca fu tradotto in inglese e pubblicato nel 1831 come "Elements of Greek Prosody". Era editore di "Erklärende Anmerkungen zu Homers Ilias" di Köppen (Note esplicative sull'Iliade di Omero). Altre opere note di Spitzner sono:
- Observationes criticae in Apollonii Rhodii Argonautica, 1810.
- De versu graecorum heroico maxime Homerico, 1816 (con Friedrich Traugott Friedemann).
- Geschichte des Gymnasiums und der Schulanstalten zu Wittenberg, 1830.
- Observationes criticae et grammatica in Quinti Smyrnaei Posthomerica, 1837.[1]